# Stickland-Reaktion

Allgemeine Darstellung der paarweisen Vergärung von Aminosäuren. Die Reduktionsäquivalente sind mit 2[H] vereinfacht dargestellt, n = 1,2. Wenn beispielsweise Alanin und zwei Moleküle Glycin vergärt werden, gilt R^{1} = CH_{3}, R^{2} = H und n = 2.

Eine Stickland-Reaktion ist die gekoppelte Gärung zweier verschiedener Aminosäuren bei gleichzeitiger Desaminierung, wobei eine Aminosäure oxidiert und die andere Aminosäure reduziert wird. Diese Vergärungsart dient manchen Organismen als Energiequelle. Die Stickland-Reaktion ist eine Besonderheit bei der Vergärung von Aminosäuren. Der Stoffwechselweg verdankt den Namen seinen Entdecker Leonard Hubert Stickland.

## Vorkommen
Organismen, die durch Sticklandreaktionen Energie gewinnen, sind typischerweise Vertreter aminosäureverwertender Clostridien im weiteren Sinne – eine polyphyletische Gruppe anaerober Bakterien innerhalb der Firmicutes. Typische Vertreter sind beispielsweise Clostridium sticklandii, C. sporogenes und C. botulinum. Da jedoch bis heute nur ein winziger Bruchteil aller Bakterien und Archaeen durch Isolate beschrieben und klassifiziert ist, ist natürlich nicht klar, ob Sticklandreaktionen nur auf wenige phylogenetische Gruppen beschränkt sind.

## Biochemie

Beispiel einer Stickland-Reaktion, bei der ein Molekül D-Alanin und zwei Moleküle Glycin zu Acetat vergoren werden. Für Details bitte Text beachten.

Stickland erkannte als erster, dass es Bakterien gibt, die nur Kombinationen aus zwei Aminosäuren vergären, hingegen diese Aminosäuren einzeln nicht verwerten. Er fand, dass C. sporogenes (NCTC 533) sechs verschiedene Kombinationen in nennenswertem Umfang nutzt. Daher entstand für diese Art von Reaktionen der Überbegriff Stickland-Reaktion.
In den Stickland-Reaktionen gibt es jeweils zwei Äste:
Im oxidativen Ast wird die Aminosäure zu einer α-Ketosäure desaminiert. Diese wird anschließend unter Einbau von Coenzym A zu einer „aktivierten“ Fettsäure (Acyl-CoA) oxidativ decarboxyliert. Die energiereiche Thioesterbindung des Acyl-CoA wird mittels anorganischen Phosphats zu Acylphosphat erhalten. Der Phosphatrest des Acylphosphats wird schließlich auf Adenosindiphosphat (ADP) unter Bildung von Adenosintriphosphat (ATP) übertragen. Durch diese Substratkettenphosphorylierung wird im oxidativen Ast Energie gewonnen. Die ursprüngliche Kohlenstoffkette der Aminosäure ist nach der Vergärung um ein C-Atom kürzer.
Durch die reduktive Desaminierung der zweiten Aminosäure im reduktiven Ast werden die entstandenen Wasserstoff- bzw. Elektronenüberträger oxidiert und damit regeneriert. Aus der Aminosäure entsteht eine Fettsäure, wobei die Anzahl der Kohlenstoffatome erhalten bleibt.
Eine typische Stickland-Reaktion ist in der Abbildung am Beispiel von C. sporogenes gezeigt, das gleichzeitig D-Alanin oxidiert und zwei Moleküle Glycin reduziert. Durch eine Aminotransferase wird Alanin zu Pyruvat desaminiert und α-Ketoglutarat zu L-Glutamat aminiert. Das Glutamat wird dann durch eine NAD+-abhängige Dehydrogenase wieder zu α-Ketoglutarat oxidiert, wobei NH4+ (Ammonium) freigesetzt wird. Manche Clostridien können Alanin auch durch eine NAD+-abhängige Alanindehydrogenase direkt zu Pyruvat oxidieren.
Das entstandene Pyruvat wird durch eine Pyruvat-Ferredoxin-Oxidoreduktase mittels Coenzym A in Acetyl-CoA oxidativ decarboxyliert. Dabei wird Ferredoxin reduziert. Durch eine Phosphotransacetylase wird Acetyl-CoA zu Acetylphosphat umgeestert. Dieses wird im Zuge der Substratkettenphosphorylierung zu Acetat umgesetzt, bei diesem Schritt entsteht ATP. Das an der Reaktion beteiligte Enzym ist eine Acetatkinase.
Im reduktiven Ast werden zwei Moleküle Glycin durch eine Selen- bzw. Selenocystein-enthaltende Glycinredukatase zu je zwei Molekülen Acetylphosphat umgesetzt. Aus diesen entsteht anschließend wie analog im oxidativen Ast Acetat, wodurch zusätzlich Energie gewonnen werden kann.
{\displaystyle \mathrm {Alanin+2\ Glycin+3\ ADP+3\ P_{i}\longrightarrow 3\ Acetat+CO_{2}+3\ ATP+3\ NH_{4}^{+}+H_{2}O} }

## Substratvielfalt
Neben Alanin können auch Methionin, Leucin, Isoleucin, Valin, Serin, Threonin und Histidin sowohl als Elektronenakzeptor als auch als Elektronendonor dienen. Im reduktiven Ast fungieren als Elektronenakzeptor neben Glycin auch Arginin, Leucin, Tryptophan, Phenylalanin, Tyrosin, Hydroxyprolin und Prolin.
Auch nichtproteinogene Aminosäuren, wie beispielsweise D-Prolin, können genutzt werden, so dass eine enorme Vielzahl von Sticklandreaktionen denkbar ist, genutzt durch unterschiedliche Spezialisten. Jedoch nur im Falle von Glycin kann auch im reduktiven Ast über Acetylphosphat ATP gebildet werden. Prolin wird nicht desaminiert, sondern durch eine Ringspaltung zu δ-Aminovalerat reduziert.